# A Million Degrees
A Million Degrees (englisch für eine Million Grad) ist das dritte Studioalbum des internationalen Bandprojekts Emigrate um den Rammstein-Leadgitarristen Richard Kruspe. Es erschien am 30. November 2018 über die Labels Vertigo und Universal Music.

## Entstehungsgeschichte
In einem Interview im November 2014 mit Krone.at gab Kruspe bekannt, dass ein drittes Album fast fertig sei und 2015 finalisiert werden solle. In einem Facebook-Post auf der offiziellen Seite von Emigrate konkretisierte Kruspe im Februar 2015 diese Angaben. Demnach solle das Album im März komplettiert, im April gemischt und sollte voraussichtlich im September 2015 erscheinen. Im Interview mit dem Magazin Metal Hammer sagte Kruspe im Juni 2017, dass das dritte Emigrate-Album bereits seit zweieinhalb Jahren fertig sei. Er warte seitdem auf den richtigen Zeitpunkt für eine Veröffentlichung, sehe aber mittlerweile großen Handlungsbedarf. Wie sich später herausstellte, zerstörte 2015 ein Wasserschaden in Kruspes Studio alle Aufnahmen.

## Allgemeines
Am 26. Juli 2018 erschien auf der Facebook-Seite von Emigrate ein Aufruf zur Bewerbung als Statist für den bereits eine Woche später geplanten Videodreh gemeinsam mit Benjamin Kowalewicz und Ian D’Sa von Billy Talent. Am 19. Oktober 2018 veröffentlichte Kruspe die erste Singleauskopplung 1234 vom dritten Emigrate-Album A Million Degrees. Den Leadgesang bei 1234 übernimmt der kanadische Billy-Talent-Sänger Benjamin Kowalewicz. Produzent des Albums war Sky van Hoff. Das Album erschien am 30. November 2018.
Wie bereits beim Vorgängeralbum Silent So Long wirkten Gastinterpreten mit. Neben D’Sa und Kowalewicz von Billy Talent waren es Margaux Bossieux (wirkte bereits bei Silent So Long beim Lied Happy Times mit), Rammstein-Bandmitglied Till Lindemann und Ghost-Sänger und Frontmann Cardinal Copia.

## Covergestaltung
Das Albumcover zeigt den Kopf Kruspes als noch unfertiges Bauwerk aus Glas oder Diamant. Oberhalb davon befindet sich der Schriftzug des Bandnamens in weißer Schrift, unten rechts versetzt der Name des Albums in kleiner Schriftgröße.

## Titelliste
1. War – 4:33
2. 1234 (mit Benjamin Kowalewicz) – 3:22
3. A Million Degrees – 4:02
4. Lead You On (mit Margaux Bossieux) – 4:10
5. You Are So Beautiful – 4:09
6. Hide And Seek – 2:50
7. We Are Together – 6:00
8. Let’s Go (mit Till Lindemann) – 4:10
9. I’m Not Afraid (mit Cardinal Copia)  – 4:34
10. Spitfire – 2:31
11. Eyes Fade Away – 4:51

## Rezeption
A Million Degrees erhielt größtenteils positive Rezensionen.
Als Album des Monats erhielt es beim Metal Hammer sechs von sieben Punkten. Laut Matthias Mineur sei A Million Degrees ein Album, das „[...] Kruspe abermals als glänzenden Musiker, profunden Song-Schreiber, Sänger (!) und Produzenten ausweist.“ Die Songs Let's Go und I'm Not Afraid wurden trotz der anerkannten Gastmusiker als schwächere Nummern bezeichnet, während 1234 der beste Song des Albums sei.
Laut.de vergab vier von fünf Punkten. Kai Butterweck urteilt in seiner Kritik mit dem Titel „Mehr als nur ein Vorgeschmack auf das neue Rammstein-Album.“ über die Platte: „Gespickt mit facettenreichen Arrangements, detailverliebten In- und Outros sowie unterschiedlichsten Gesangsfarben (Richard Kruspe, Till Lindemann, Ben Kowalewicz, Cardinal Copia, Margaux Bossieux) nimmt ‚A Million Degrees‘ den Hörer mit auf eine Reise, die keine Grenzen kennt.“